# Jules Miquel
Jules Miquel, né le 1er avril 1884 à Saint-Affrique dans l'Aveyron et mort le 23 novembre 1966 à Paris est un coureur cycliste français, spécialiste de la piste. Sa carrière s'étend de 1910 à 1927. 
Après-guerre, il y a une proximité entre coureurs cyclistes et pilotes d'avions, beaucoup de coureurs ont été pilotes ou ont servi dans l'aviation pendant la Première Guerre mondiale : Jules Miquel, J.Louvet, Roger Labric. « La Liberté » organise un « Grand-Prix cycliste des Aviateurs », en 1922, mettant aux prises les aviateurs ayant leur brevet de pilote, autour de l'hippodrome de Longchamp. Jules Miquel y participe,.

## Palmarès
- 1910
  - 1re Grand Prix de Buffalo de demi-fond[4]
- 1911
  - 2e des Six jours de Francfort
- 1913
  -  Médaillé d'argent du championnat du monde de demi-fond
  - 2e des Six jours de Berlin
- 1914
  - 2e des Six jours de Berlin
  - 2e des Six jours de Bruxelles
  - 1re Roue d'Or de Treptow
- 1919
  - 2e du championnat de France de demi-fond
- 1920
  -  Médaillé d'argent du championnat d'Europe de demi-fond
- 1921
  - 3e des Six jours de Paris
- 1923
  - 3e du championnat de France de demi-fond
- 1924
  - 1re Grand Prix de Buffalo de demi-fond
- 1925
  - 1re Roue d'Or de Treptow